# Sergio Lucchetti
Sergio Lucchetti (Genova, 9 giugno 1958) è un attore teatrale e doppiatore italiano.

## Biografia
Dopo varie esperienze nelle realtà filodrammatiche genovesi, nel 1981 approda alla Scuola del Teatro Stabile di Genova dove si diploma nel 1984 e con il quale ottiene le prime scritture, come pure con il neo costituito Teatro dell'Archivolto. Fino al 1998 la sua attività sarà dedicata quasi esclusivamente alla prosa.
Nel 1987 si trasferisce a Roma dove muove i primi passi nel doppiaggio che, a partire dal 1998, diventa la sua principale occupazione.

## Vita privata
È sposato con la dialoghista e direttrice di doppiaggio Emanuela Amato dalla quale ha avuto due figli: Francesco e Alessandro. Ha altri due figli, Ilaria e Lorenzo, nati da un precedente legame.

## Teatro
- Magia rossa di Michel de Ghelderode, regia di Franco Famà, 1981
- Casacce di Eugenio Buonaccorti e Carlo Repetti, regia di Giorgio Gallione, 1982
- Il principe di Homburg di Heinrich von Kleist, regia di Walter Pagliaro, 1982
- La brocca rotta di Heinrich von Kleist, regia di Marco Sciaccaluga, 1982
- Permettete che vi legga il mio dramma?, da Anton Čechov, regia di Anna Laura Messeri, 1984
- L'onesto Jago di Corrado Augias, regia di Marco Sciaccaluga, 1984
- Tre sorelle di Anton Čechov, regia di Otomar Krejča, 1984
- L'Alcalde di Zalamea di Pedro Calderón de la Barca, regia Marco Sciaccaluga, 1985
- Barbari di Barrie Keeffe, regia Sandro Baldacci, 1986
- Piccoli equivoci di Claudio Bigagli, regia di Franco Però, 1986
- Il malloppo di Joe Orton, regia di Giorgio Gallione, 1987
- L'incerto palcoscenico di autori vari, regia di Giorgio Gallione, 1987
- Gli accidenti di Costantinopoli di Giorgio Gallione e Carlo Repetti, regia di Giorgio Gallione, 1987
- Pane altrui di Ivan Turgenev, regia Marco Sciaccaluga, 1988
- Enrico IV di Luigi Pirandello, regia di Marco Sciaccaluga, 1990
- Qui comincia la sventura del Signor Bonaventura di Sergio Tofano, regia di Gino Zampieri, 1990
- Il mercante di Venezia di William Shakespeare, regia di Luigi Squarzina, 1992
- Il romanzo di un farmacista povero di Eduardo Scarpetta, regia di Sergio Lucchetti
- Mogli, figli, amanti di Sacha Guitry, regia di Alberto Lionello, 1993
- A noi la poesia di Giovanni Ullu, regia di Roberto Gandini, 1994
- Musiche per Malaparte, da Curzio Malaparte, regia di Massimo Luconi
- Tiberio di autori vari, regia di Massimo Luconi
- Blood Brothers musical di Willy Russel regia Vito Molinari, 1995
- Notte d'incanto di Sławomir Mrożek, regia di Roberto Gandini, 1996
- Il borghese gentiluomo di Molière, regia di Roberto Gandini, 1996
- Da Grosseto a Milano da  La vita agra di Luciano Bianciardi - regia Massimo Luconi, 1999
- Le confidenze del pene - monologhi - regia di Anna Di Francisca, 2002

## Doppiaggio

### Cinema
- Antonio de la Torre in La isla mínima, La vendetta di un uomo tranquillo, Che Dio ci perdoni, Una notte di 12 anni
- Paddy Considine in My Summer of Love, The Bourne Ultimatum - Il ritorno dello sciacallo, La ragazza che sapeva troppo
- Brían F. O'Byrne in Million Dollar Baby, Jimmy's Hall - Una storia d'amore e libertà, My Salinger Year
- Shaun Toub in Iron Man, Setup, Iron Man 3
- Vlad Ivanov in Un padre, una figlia, Dark Crimes
- Campbell Scott in The Amazing Spider-Man, The Amazing Spider-Man 2 - Il potere di Electro
- Justus von Dohnányi in Aiuto, ho ristretto la prof!
- Hank Azaria in The Wizard of Lies
- Kevin Spacey in Beyond the Sea
- Mark Rylance in The Outfit, La leggenda del Green
- Mark Moses in Quando l'amore bussa in ufficio
- Rolf Saxon in Woman in Gold
- Richard Roxburgh in La battaglia di Long Tan, Angel of Mine
- Bob Odenkirk in Operation: Endgame, Piccole donne
- Kevin James in Colpi da maestro
- Mick Jagger in Bent
- Olivier Rabourdin in Benedetta
- Thomas Lennon in Reno 911!: Miami, Reno 911!: The Hunt for QAnon
- Billy Crudup in Il caso Spotlight
- Tony Curran in Race - Il colore della vittoria
- Carlos Leal in Father Stu
- Jeremy Lindsay Taylor in Chi è senza peccato - The Dry
- Colin Firth in Before I Go to Sleep
- David Koechner in A Week Away
- Mikaël Chirinian in Notre-Dame in fiamme
- Don McManus in Under the Silver Lake, Le squillo della porta accanto
- Ian Gomez in Detective a due ruote, L'amore all'improvviso - Larry Crowne
- David Cross in She's the Man, Giovani ribelli - Kill Your Darlings
- Tate Donovan in Missione tata, Argo, Worth - Il patto
- Matt Walsh in Flamin' Hot
- Donnie Wahlberg in The Sixth Sense - Il sesto senso
- Bradley Whitford in Unicorn Store
- Bill Skarsgard in Eternals
- Scott Cohen in Jack di cuori
- Michael Paré in Il buono, il brutto e il morto
- Brian Posehn in La casa del diavolo
- Karl Markovics in Maga Martina e il libro magico del draghetto
- Harland Williams in I segreti per farla innamorare, Le mie grosse grasse vacanze greche
- Richard Schiff in Mi chiamo Sam, Black Panther: Wakanda Forever
- Anthony Edwards in Thunderbids
- Pablo Schreiber in First Man - Il primo uomo
- Charlie Sheen in 11 settembre: Senza scampo
- Tim Roth in The Last Sign
- Ed Helms in A casa con Jeff, La concessionaria più pazza d'America
- Aidan Gillen in Bohemian Rhapsody
- Robert Downey Jr. in Game 6
- Alex Jennings in L'arma dell'inganno - Operation Mincemeat
- Vince Vaughn in Fred Claus - Un fratello sotto l'albero, Tutti insieme inevitabilmente
- Steve Coogan in Tropic Thunder
- Ian Hart in La terra di Dio - God's Own Country
- Tim Blake Nelson in La regola del gioco
- Noah Taylor in Free Fire, Le avventure acquatiche di Steve Zissou, Il sosia - The Double
- Lee Perkins in Foxcatcher - Una storia americana
- Tony Goldwyn in Divergent
- Brett Gelman in Jobs
- Werner Dahen in Medieval
- Guilherme Fontes in Lulli
- Lars Brygmann in Il professore e il pazzo
- Rob Riggle in Il sole a mezzanotte
- Ethan Hawke in Boston Streets
- Kyle Secor in La notte del giudizio - Election Year
- Vincenzo Amato in Unbroken
- Mark McGrath in Joe Dirt 2 - Sfigati si nasce
- Jeremy Shamos in Ma Rainey's Black Bottom
- Nat Faxon in Charlie's Angels
- Nick Boraine in Tutto l'amore per Grace
- Claudiu Trandafir in New York Academy
- Neal Huff in Split
- Andrew Daly in Scuola Media. Gli anni peggiori della mia vita
- Jonas Karlsson in L'uomo di neve
- Richard Burgi in Cellular
- Matt Letscher in Niente velo per Jasira
- Bobby Nish in Ad Astra
- Brian Huskey in Cattivi vicini 2
- Éric Savin in La casa in fondo al lago
- David Yow in I Don't Feel at Home in This World Anymore
- Frank Schorpion in Arrival
- Michael Chernus in Captain Phillips - Attacco in mare aperto
- Richard E. Grant in Horrid Henry: The Movie
- Dash Mihok in On the Inside
- Ben Mendelsohn in Killer Elite
- Dan Lett in Born to Be Blue
- Bruce Altman in Cinquanta sfumature di nero
- Jake Weber in Berlin, I Love You
- Tim McInnerny in Spooks - Il bene supremo
- Chris Parnell in Incinta o... quasi
- Stephen Campbell Moore in Il sapore del successo
- Larry Holden in Insomnia
- Steve Guttenberg in Pericolosamente bionda
- Kevin Nealon in Alieni in soffitta, Una notte in giallo
- Robert Stanton in La donna perfetta
- Denis O'Hare in Derailed - Attrazione letale
- Paul Adelstein in Prima ti sposo poi ti rovino
- Alan Ruck in Captive State
- Felix Williamson in Peter Rabbit
- Nikolaj Lie Kaas in Child 44 - Il bambino n. 44
- Joseph Rezwin in La chiave di Sara
- Giles New in La maledizione della prima luna, Pirati dei Caraibi - Ai confini del mondo, Pirati dei Caraibi - La vendetta di Salazar
- Lobo Chan in King Kong
- Victor Webster in Partnerperfetto. com
- John Ralston in Pound of Flesh
- Timothy Davis in Oscar Pistorius - Il campione omicida
- Mark Dacascos in Nome in codice: Cleaner
- Željko Ivanek in Tower Heist - Colpo ad alto livello
- Ned Bellamy in The Paperboy
- Kyle Chandler in The Kingdom
- James Marsden in The Alibi
- John Billingsley in Ripple Effect
- Jerry O'Connell in Sesso, bugie e... difetti di fabbrica
- Anson Mount in Straw Dogs
- Ian Anthony Dale in Mr. 3000
- Patrick Fischler in Cani sciolti
- David Bark-Jones in The Expatriate - In fuga dal nemico
- Louis Mandylor in One in the Chamber
- Andreas Apergis in Brick Mansions
- Dustin Demri-Burns in Kill Your Friends
- David Rees Snell in Exit Speed
- Chris O'Dowd in A cena con un cretino
- Mike O'Malley in Benvenuti a Cedar Rapids
- Matt Frewer in 50 e 50
- Roy Jenkins in Comic Movie
- Michael Brostrup in Paziente 64 - Il giallo dell'isola dimenticata
- Bill Duke in Mandy
- John Bedford Lloyd in The Bourne Supremacy
- John McConnell in Déjà vu - Corsa contro il tempo
- Boyd Gaines in Funny Games
- IronE Singleton in Solo per vendetta
- Kyle MacLachlan in Me Without You
- Stephen Dillane in Haven
- Laz Alonso in Captivity
- James Remar in Death Games
- Wendell Pierce in Manuale d'infedeltà per uomini sposati
- Denis O'Hare in Derailed - Attrazione letale
- David Morrissey in I segni del male
- Wallace Wolodarsky in Il treno per il Darjeeling
- Kevin Quinn in Disturbia
- Paul Ritter in Inferno
- Allen Covert in Io vi dichiaro marito e... marito
- Vince Colosimo in Nessuna verità
- Robert Stanton in La donna perfetta
- Lobo Sebastian in Alex & Emma
- Blake Ritson in Titus
- Damon Johnson in Caos
- Victor Colicchio Inside Man
- Alexander Kalugin in The Chronicles of Riddick
- Peter O'Connor in Love + Hate
- Steven Berkoff in Riders - Amici per la morte
- Patrick Malahide in Morti oscure
- Evan Helmuth in L'altra faccia del diavolo
- Gerhard Liebmann in Lourdes
- Aurélien Recoing in Il mio migliore incubo!
- Éric Cantona in L'onore delle armi
- Olivier Rabourdin in I miei giorni più belli
- Jean-Luc Vincent in Ma Loute
- Jean-Pierre Lorit in E la chiamano estate
- Nicolas Bedos in L'arte della fuga
- Karl Markovics in Maga Martina e il libro magico del draghetto
- Konstantinos Markoulakis in Verso l'Eden
- Pablo Krögh in Dawson Isla 10
- José Luis Torrijo in Gli amanti passeggeri
- Joao Tempera in Aguasaltas.com - Un villaggio nella rete
- Peter Engman in Racconti da Stoccolma
- Secun de la Rosa in Le streghe son tornate
- Ishai Golan in Sarah e Saleem - Là dove nulla è possibile
- Anatoliy Belyy in Metro
- Andrey Bykov in La ragazza d'autunno
- Mani Haghighi in Melbourne
- Eric Tsang in Il regno di Wuba
- Simon Yam in Operazione S.M.A.R.T. - Senza Tregua
- Yoon Jae-moon in Il buono, il matto, il cattivo
- Andy Lau in The Great Wall
- Pip Torrens in Gambit - Una truffa a regola d'arte
- Ian Kelly in The King's Man - Le origini
- Martin Lindow in Un fratello a 4 zampe

### Film televisivi e serie TV
- Brían F. O'Byrne in Prime Suspect, Aquarius, Manhunt: Unabomber, The Last Ship, Mildred Pierce, Three Women
- Alan Cumming in The Good Wife (ep. 62-156), Instinct, Helpsters, Schmigadoon!, The Good Fight
- Ben Shenkman in Angels in America, Royal Pains, For the People, FBI
- Jamie McShane in X-Files, E.R. - Medici in prima linea
- Ricky Gervais in Life's Too Short
- John Cleese in Muppet Show
- Tate Donovan in FBI
- Michael Emerson in Evil
- Christopher Heyerdahl in Peacemaker
- Karra Elejalde in La Fortuna
- Campbell Scott in Billions
- Robert Stanton in Pretty Little Liars: Original Sin
- Will Patton in Yellowstone
- David Pasquesi in Lodge 49
- Hannes Jaenicke in Mirage
- Laurent Lucas in Criminal: Francia
- Björn Kjellman in Love & Anarchy
- Marcus Giamatti in Bosch
- John Allen Nelson in Red Band Society
- Hugh Bonneville in The Gold
- Antoine Duléry in L'Amour (presque) parfait
- Itzik Cohen in Oslo
- Ben Koldyke in Rutherford Falls - Amici per la vita
- Yvan Attal in My dog Stupid - Il mio cane Stupido, Rock'n Roll
- Chris Gann in Cavaliere per caso
- Claes Malmberg in Dancing Queens
- Alex Macqueen in Sally4Ever
- Paul Adelstein in True Story
- Francesc Garrido in Jaguar
- Howard Hoover in I miei pasticci di Natale
- Jens Andersen in Blinded
- Hank Azaria in The Wizard of Lies
- Thomas Kretschmann in Das Boot
- Patrick Kennedy in La regina degli scacchi
- Barry Pepper in Awake
- J. C. MacKenzie in Target Number One
- Dominique Horwitz in La ribelle Zora
- Campbell Scott in Space Force
- Jan Bijvoet in Into the Night
- Nick Wilder in La nave dei sogni
- Jacob Young in Il doppio volto della follia
- Barklay Hope in Lettera di Natale
- Martin Brambach in Modern Murder - Due detective a Dresda
- Bill Duke in Black Lightning
- Anthony Marble in Bad Stepmother
- André De Shields in Katy Keene
- Nat Faxon in Compagni di università
- Scott Cohen in Bluff City Law
- Terry Crews in Brooklyn Nine-Nine
- Tom Cavanagh in Ed
- Jamie McShane e Garret Dillahunt in Fear the Walking Dead
- Linus Roache in Homeland - Caccia alla spia
- Javier Cámara in Narcos
- J. Eddie Peck in Kyle XY
- Mark Ashworth in Stargirl
- Chin Han in Marco Polo
- Anton Lesser in Il Trono di Spade
- Oded Fehr in Sleeper Cell
- Karl Makinen in The Walking Dead
- Joseph Millson in The Last Kingdom
- John Ritter in Felicity
- Kurt Fuller in Alias
- Risteárd Cooper in Quiz
- Steven Weber in Happy Town
- Nikola Duričko in Legends
- Luke Perry in Jeremiah
- Karl Urban in Comanche Moon
- Matthew Bennett in Battlestar Galactica
- Joel Keller in 11 settembre - Tragedia annunciata
- Fadi Abi Samra in Carlos
- Lani Tupu in Farscape
- Googy Gress in Good vs Evil
- Jeff Geddis in The Latest Buzz
- Thomas Lennon in Reno 911!, Terra chiama Ned
- Larry Romano in Kristin
- John Marquez in Doc Martin
- Ben Vereen in Zoobilee Zoo
- Paolo Seganti in Barabba
- Vincent Irizarry in Il coraggio di una figlia
- D. B. Sweeney in Swamp Shark
- Paddy Considine in My Zinc Bed - Ossessione d'amore
- Michael Billington in UFO
- Ralph Ineson in The Office
- Neil Morrissey in Carrie & Barry
- Tom Ward in The Frankenstein Chronicles
- Pierre Aussedat in Marianne
- Iain Glen in Mystery House
- Tommy Flanagan in Westworld - Dove tutto è concesso
- Rufus Wright in Il mistero di Aylwood House
- David Sutcliffe in Un delitto da milioni di dollari
- Courtney Gains in Desolation Canyon
- Bruce Greenwood in Amerika - Un paese sotto scacco
- James Marsters in Moonshot - L'uomo sulla luna
- Dash Mihok in Pete Rose: Una leggenda nella polvere
- Benjamin Sadler in Il sorriso delle donne
- Jacques Martial in Commissario Navarro
- Jean Dell in Alice Nevers - Professione giudice
- Murray Bartlett in The Last of Us
- Stefan Hunstein in Il principe e la fanciulla
- Christian Meier in Cumbia Ninja
- Mike Myers in Il Pentavirato

### Film d'animazione
- Il padre di Coraline in Coraline e la porta magica
- Il padre di Odette in Barbie - Lago dei cigni
- Franz in Lissy - Principessa alla riscossa
- Il Ministro della Primavera in Trilli
- Satotsu in Hunter × Hunter
- Lennie Brewster in Piccolo grande eroe
- Nico in Un gatto a Parigi
- Natori in La ricompensa del gatto
- Klyomasa Olwa in Quando c'era Marnie
- Kawa in Una lettera per Momo
- Spike in My Little Pony - La passeggiata della principessa
- Andy in Bee Movie
- Doc Marcel in La vera storia del gatto con gli stivali
- Fat Cat in Bolt - Un eroe a quattro zampe
- Kylie in Fantastic Mr. Fox
- Tin in Tom & Jerry: Il drago perduto[1]
- Jeff Gorvette in Cars 2, Cars 3
- Finger in Capitan Sciabola e il diamante magico
- Mister Tinkles in Cani & gatti - La vendetta di Kitty
- Il secondo clown in Pinocchio
- Magpie in Robin Robin
- Graham in Ron - Un amico fuori programma
- Lombardo in Happy Feet 2

### Serie animate
- Walter in Big Mouth
- Mark in Chicago Party Aunt
- Gamao in Yes! Pretty Cure 5
- Isogin in Yes! Pretty Cure 5 GoGo!
- Yoichi Hanasaki in HeartCatch Pretty Cure!
- Death Phantom/Wiseman in Pretty Guardian Sailor Moon Crystal
- Norman Wendell in Crash Canyon
- Howard Stark in Iron Man: Armored Adventures
- Janice in Muppet Show
- Signor Patato, Signor Asino, Babbo Natale, Roger e Nonno Coniglio (2ª voce) in Peppa Pig
- John Rockerduck in DuckTales - Avventure di paperi
- Katnip in Harveytoons
- Elfo di Babbo Natale in Rat-Man
- Hans Rotwood in American Dragon: Jake Long
- Walter in Il trattorino rosso
- Archie in I fratelli Koala
- Oliviero in Coniglio Scompiglio
- Big Jake in Jay Jay l'aeroplanino
- Pythor P. Chamsword in LEGO Ninjago
- Gennarone in Un medico in famiglia
- Monty e Santo in I Cosi
- Phuddle e Raynor in Mia and Me
- Earl in Il ritorno di Jackie Chan
- Nick in Blanche
- Chang in Pucca
- Maxtor Lunde e Frank Wintersea in Inazuma Eleven
- Benois in Nello e Patrasche
- Berial in Devichil
- Presidente Hathaway in Mostri contro alieni
- Ippolito in Floopaloo (2ª voce)
- Pre Vizsla in Star Wars: The Clone Wars
- Azmorigan in Star Wars Rebels
- Rockerduck in DuckTales
- Lobe in Teen Titans Go! (ep. 6x35)
- Quentin Frowney in Steven Universe
- Giullare d'aprile e Foop (ep. 8x02) in Due fantagenitori
- Conte Limoncello (3ª voce) in Adventure Time
- Artephius in Le avventure del gatto con gli stivali
- Bella in Wacky Races[2] (serie 2017)
- Hanzo in Chuggington
- Simon in Pumpkin Reports - Squadra anti-alieni
- Ramses in Egyxos
- Takashi in Death Parade
- Oruo ne L'attacco dei giganti
- Gordon Grinta in Topolino - Strepitose avventure
- Oda Nobunaga in Drifters

### Programmi televisivi
- Edd China in Affari a quattro ruote
- Robert Ashenoff Sr in Rimozione forzata
- Scott Wolter in America Unearthed - America sepolta
- Alexei Filippenko ne I segreti della terra
- Billy Leroy in Affari in valigia, Billy Buys Brooklyn
- Alton Brown in MythBusters
- Dan Short in Restauri a quattro ruote
- Chris McKay in Guida galattica per astronauti
- Personaggio in 1000 modi per morire (6x04)
- Vari personaggi in Banco Dei Pugni

### Videogiochi
- Nino in Beyond Good & Evil[3]
- Stefano Agiva in Camera Café 2
- John in Wall•E[4]
- Miguel Camino in Cars 2[5]
- Gremlin Stuffus in Epic Mickey 2: L'avventura di Topolino e Oswald[6]
- Agente Johnson in Total Overdose: A Gunslinger's Tale in Mexico[7]
- Generale Carrington in XIII
- Victor in Knack[8]
- Comandante Denvik in Star Wars Jedi: Survivor[9]

## Libri
- Guadagnola sul Nilo, S&M, 2017, ISBN 978-88-95890-10-4.
- La vita dentro, Youcanprint, 2019, ISBN 978-88-316-0477-2.

## Musica
Nel 1997, con Attilio Marangon, Marco Melia e Ketty Vinci, fonda il Quartetto RITMO, riproponendo, in uno spettacolo dal titolo Cetra una volta, il repertorio originale del Quartetto Cetra. Dopo diverse apparizioni televisive e numerosi successi nei teatri di tutta Italia il gruppo si scioglie nel 2001.